# یوهان شوبرت
یوهان شوبرت (انگلیسی: Johann Schobert; 1735 – ۲۸ اوت ۱۷۶۷) یک آهنگساز، و نوازندهٔ پیانو اهل آلمان بود. او را یکی از افراد تأثیرگذار بر ولفگانگ آمادئوس موتزارت دانسته‌اند؛ گرچه به نظر می‌رسد پدر او، لئوپلد موتزارت، آثار یوهان را به تمسخر می‌گرفته‌است.